# 길음운수
길음운수(吉音運輸)는 서울특별시의 마을버스 업체이고, 본사는 서울특별시 성북구 길음동에 있다.

## 연혁
- 1994년 1월 16일: 회사 설립

## 운행 노선
- ● 성북08번: 길음뉴타운푸르지오 ↔ 길음역 (구 성북마을 8번)
- ● 성북09번: 길음뉴타운푸르지오 ↔ 미아사거리역 (구 성북마을 9번)

## 보유 차량
이 회사의 보유 차종은 현대 그린시티로 운행한다.